# خانه آقا نورموسوی
خانه آقا نورموسوی مربوط به افشار تا دوره زند است و در شهرستان صدوق، بخش خضرآباد، شهر ندوشن، محله جولان واقع شده و این اثر در تاریخ ۱۸ آذر ۱۳۸۷ با شمارهٔ ثبت ۲۳۸۸۶ به‌عنوان یکی از آثار ملی ایران به ثبت رسیده است.